# Ivánc
Ivánc község Vas vármegyében, a Körmendi járásban. Az Őrség kapujában elhelyezkedő kisközség, amely közel 800 éves történetére tekinthet vissza.

## Fekvése
Az Őrségi Nemzeti Parkban található, a Csákánydoroszlót Őriszentpéterrel összekötő 7451-es út mentén. Közigazgatási területének déli részén ér véget a 7449-es út, amely Pankaszon ágazik ki a 7411-es útból és a Kisrákos-Viszák útvonalon halad idáig.
A legközelebbi szomszéd települések nyugat felől a mindössze 2 kilométerre fekvő Hegyhátszentmárton, kelet felől pedig Felsőmarác.

## Közélete

### Polgármesterei
- 1990–1994: Gyarmati Tiborné (független)[3]
- 1994–1998: Gyarmati Tiborné (független)[4]
- 1998–2002: Gyarmati Tiborné (független)[5]
- 2002–2006: Gyarmati Tiborné (független)[6]
- 2006–2010: Gyarmati Tiborné (független)[7]
- 2010–2014: Gyarmati Tibor (független)[8]
- 2014–2019: Gyarmati Tibor Szilárd (független)[9]
- 2019–2024: Gyarmati Tibor Szilárd (független)[10]
- 2024– : Gyarmati Tibor Szilárd (független)[1]

## Népesség
A település népességének változása:
| Lakosok száma | 694  | 691  | 684  | 663  | 640  | 622  | 622  |
|               | 2013 | 2014 | 2015 | 2021 | 2022 | 2023 | 2024 |

A 2011-es népszámlálás során a lakosok 85%-a magyarnak, 2,9% németnek, 0,7% szlovénnek mondta magát (14,9% nem nyilatkozott; a kettős identitások miatt a végösszeg nagyobb lehet 100%-nál). A vallási megoszlás a következő volt: római katolikus 60,9%, református 3,4%, evangélikus 0,9%, felekezet nélküli 2,3% (31,9% nem nyilatkozott).
2022-ben a lakosság 93,6%-a vallotta magát magyarnak, 1,3% németnek, 1,3% cigánynak, 0,5% lengyelnek, 0,3% horvátnak, 0,9% egyéb, nem hazai nemzetiségűnek (6,4% nem nyilatkozott; a kettős identitások miatt a végösszeg nagyobb lehet 100%-nál). Vallásuk szerint 51,3% volt római katolikus, 1,9% református, 0,5% görög katolikus, 0,3% evangélikus, 0,3% egyéb katolikus, 5,6% felekezeten kívüli (39,5% nem válaszolt).

## Nevezetességei
- Sigray-kastély

## Híres emberek
- Kresznerics Ferenc, szótáríró, tanár, katolikus pap
- Sigray Antal gróf